# الدوري الألماني لكرة القدم للسيدات 1994–95
الدوري الألماني لكرة القدم للسيدات 1994–95 (بالألمانية: Fußball-Bundesliga 1994/95)‏ هو موسم من الدوري الألماني لكرة القدم للسيدات. أشرف على تنظيمه اتحاد ألمانيا لكرة القدم، وكان عدد الأندية المشاركة فيه 20، وفاز فيه إف إس في فرانكفورت.